# Département de General Taboada
Le département de General Taboada est une des 27 subdivisions de la province de Santiago del Estero, en Argentine. Son chef-lieu est la ville d'Añatuya.
Le département a une superficie de 6 040 km2. Sa population s'élevait à 36 683 habitants en 2001.

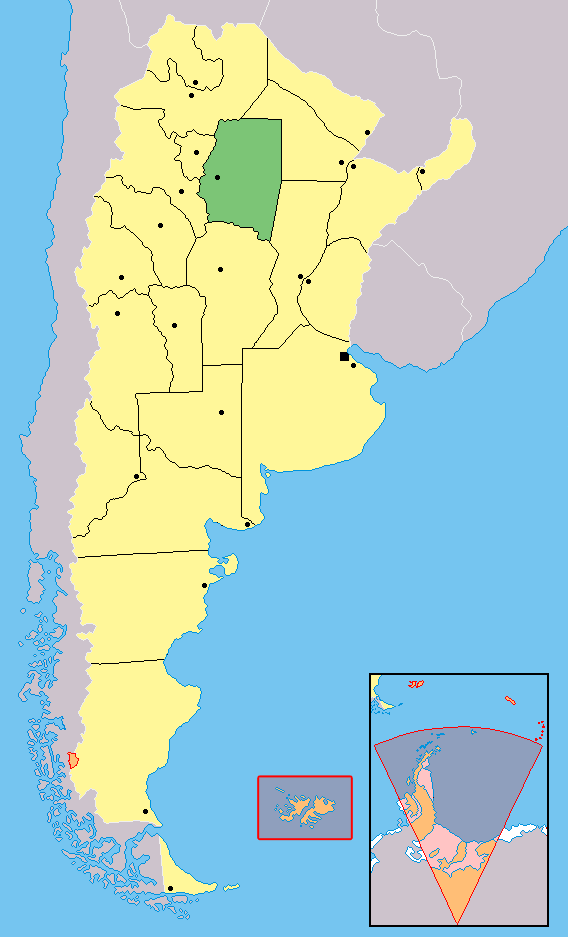
Localisation de la province de Santiago del Estero en Argentine